# Sockelleistenkanal
Ein Sockelleistenkanal ist ein Kabelkanal zur versteckten Aufnahme von elektrischen Leitungen oberhalb des Fußbodens.

## Beschreibung
Vorwiegend bei der Sanierung von Altbauten eingesetzt, um neue Leitungen auf einfache Weise nachträglich verlegen zu können, wird der Sockelleistenkanal anstelle der üblichen Sockelleisten entlang der Wände installiert. Normalerweise werden Kunststoffprofile gewählt, die häufig in mehrere Kammern unterteilt sind, um Leitungen der Stromversorgung von Kommunikationsleitungen wie Antennen-, Telefon- oder Netzwerkleitungen getrennt verlegen zu können. Erhältlich sind aber auch Kanäle aus Holz und aus Blech.

## Erweiterungsmöglichkeiten
Um Sockelleistenkanäle um Ecken herumzuführen, werden Formteile wie Innenecken und Außenecken angeboten. Zusätzlich sind Abzweige (T-Stücke) und Winkel zum Umfahren von Zimmertüren sowie Elemente zur Integration von Anschlussmöglichkeiten wie Steckdosen, Antennen-, Telefon- oder Netzwerkdosen erhältlich. Dadurch entfallen Stemmarbeiten zur Herstellung von Schlitzen und Dosenlöchern für die Unterputzinstallation.